# Aneurin Bevan

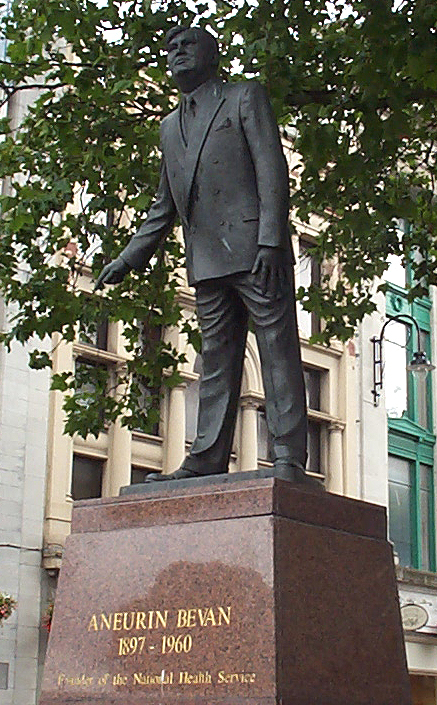
Estatua de Aneurin Bevan en Cardiff.

Aneurin Bevan, (15 de noviembre de 1897, Monmouthshire - 6 de julio de 1960, Buckinghamshire) fue un político británico que siendo joven ingresó en el Partido del Trabajo de Gales y posteriormente en el Partido Laborista (Reino Unido). Fue elegido diputado de la Cámara de los Comunes en 1929. Bevan superó un impedimento del habla para convertirse en un brillante orador. 
Fue Ministro de Salud en gobierno de Clement Attlee (1945–1951). "Nye" Bevan, como era también conocido, estableció el Servicio Nacional de Salud y fue el encargado de dar forma al estado de bienestar inglés.
También fue ministro del Trabajo (1951), pero renunció en protesta por los gastos de rearme que redujeron el presupuesto para programas sociales. Fue una figura controvertida dentro del Partido Laborista, presidió su propia corriente, el Bevanismo, y fue líder del partido hasta 1955. En 1959, fue elegido líder adjunto del Partido Laborista y ocupó el cargo durante un año hasta su muerte por cáncer de estómago a la edad de 62 años.